# Stipagrostis lanipes
Stipagrostis lanipes là một loài thực vật có hoa trong họ Hòa thảo. Loài này được (Mez) De Winter miêu tả khoa học đầu tiên năm 1963.